# Vaterpolo
Vaterpolo je moštvena igra z žogo v vodi.
Vaterpolo se je razvil v drugi polovici 19. stoletja v Angliji. Moštvi (ekipi) igrata s po sedmimi igralci v igri, in še s šestimi rezervnimi igralci, ki se lahko menjajo. Moštvi poskušata zadeti z žogo nasprotnikov gol (vrata). Vrata imajo dimenzijo 0,9 m x 3 m. Igra se odvija v plavalnem bazenu dimenzij 20 x 30 m; globine najmanj 1,8 m. Igra traja 4 x 8 minut z dvema odmoroma, dolgima po 2 minuti in dodatno 5 minut odmora med polčasom.
Nekdanja Jugoslavija je bila med velesilami vaterpola. Sedaj sta med boljšimi reprezentancami Hrvaška in Srbija. Slovenija ima več klubov kot so AVK Triglav Kranj, Slovan Ljubljana in PD Maribor, ki pa ne dosegajo nivoja najboljših v Evropi.